# Jeff De Boeck
Jeff De Boeck (eigentlich Joseph Elie De Boeck, * 2. September 1918 in Molenbeek; † 1998) war ein belgischer Jazz-Schlagzeuger und Bandleader, der als einer der besten belgischen Schlagzeuger der Swingjahre gilt und sich in späteren Jahren als Schlagerkomponist betätigte.

## Leben und Wirken
De Boeck spielte als Siebenjähriger in einem Kinderorchester an der Trommel und erhielt Musikunterricht. Bereits mit 16 Jahren gehörte er zur Amateurband Hot & Swing, ab 1937 in Brüssel zu Robert De Kers („Gotta Date ’n Louisiana“, Decca), um 1940 ins Orchester von Fud Candrix zu wechseln, mit dem er ab 1942 im Deutschen Reich arbeitete und Nummern wie „Kleine Geschenke erhalten die Freundschaft“ aufnahm. Dort spielte er auch bei Willi Stech und begleitete mit eigener Studioband die Sängerin Jenny Even („Warum nur, warum“ (Berking), Odeon O-26534). Unter eigenem Namen (Jeff De Boeck and His Metro Band, mit Janot Morales (Trompete), Bobby Naret (Altsaxophon, Klarinette), Victor Ingeveldt (Tenorsaxophon, Klarinette), Ivon De Bie (Piano), Andre Mersch (Gitarre) und Gene Kempf (Bass)) nahm er für Metrophone (1941) und Olympia (1942) in Brüssel eine Reihe von Schallplatten auf, u. a. „Only Forever“ und den „Bugle Call Rag“. Er wirkte außerdem bei Aufnahmen von Gus Deloof, Jean Robert, Charles Trenet/Léo Chauliac und Ernst van’t Hoff mit.
Nach Kriegsende gehörte er dem International's Dance Orchestra an, das zunächst in Brüssel und für die amerikanische Truppenbetreuung tätig war, 1949 auch in den Niederlanden auf längerer Tournee weilte. 1950 spielte er in einer All-Star-Besetzung um Robert De Kers, in den frühen 50ern im Ronnex Orchestra von Charlie Knegtel, mit den Seven Pipers (um Jaap Streefkerk) und Jean Douchamps. 1954 nahm er als Jeff De Boeck and His „Rick and Tickers“ die Pop-Single „Till We Two Are One/Heart of My Heart“ für Decca auf. Von 1955 an trat er für mehrere Jahre mit seinem Quartett im Brüsseler Bataclan auf.
Im Bereich des Jazz war er von 1938 bis 1958 an 76 Aufnahmesessions beteiligt. Als Whistling Jeff spielte er mit dem Organisten David Mackersie; unter dem Pseudonym Marc Stelvio schrieb und arrangierte er in späteren Jahren Schlager und Popsongs für belgische Sänger wie Salvatore Adamo, Jacky Demone und Danyel Dirk.
Ab 1959 gab er die Musik auf, als er künstlerischer Direktor von La voix de son maitre. Außerdem gründete er das Label Ardmore Beechwood (nun zu Capitol gehörig) vor seinem Ruhestand 1981.
Der Musiker ist nicht mit dem Maler Jef De Boeck (1887–1967) zu verwechseln.